# Eupelmus claviger
Eupelmus claviger är en stekelart som beskrevs av Nikol'skaya 1952. Eupelmus claviger ingår i släktet Eupelmus och familjen hoppglanssteklar.
Artens utbredningsområde är Kazakstan. Inga underarter finns listade i Catalogue of Life.